# Cerro Piedra de Turca
El Cerro Piedra de Turca, conocida simplemente como Topo La Turca, (10°22′00″N 67°37′52″O / 10.3666, -67.6311) es una formación de montaña ubicada al Norte de El Limón y al este de la Carretera Maracay-Choroní, Venezuela. A una altitud de 2050 m s. n. m. el Topo La Turca es una de las montañas más elevadas del Municipio Iragorry y una de las más altas del Parque nacional Henri Pittier y del Estado Aragua.

## Ubicación
El Cerro Piedra de Turca se ubica en el corazón del parque nacional Henri Pittier y es parte del límite noroeste del Municipio Iragorry. Colinda hacia el sur con los Chorros hasta la comunidad de la Circunvalación de El Limón y hacia el norte con los prominentes pico La Mesa y Cerro Chimborazo. Hacia el Norte se continúa con el parque nacional Henri Pittier hasta terminar en el Mar Caribe por una pequeña bahía entre Uraco y Puerto Colombia.
Hacia el Oeste colinda con una continua fila de lomas vecinas: Fila Alta, Pico Guacamaya, Rancho Grande y su Estación Biológica Rancho Grande, Pico Periquito y la Fila El Aguacate. Por el Este colinda con la fila Palmarito, Pico Cambural, Topo El Guayabo y trincherón con su antigua ruta del cacao hacia Chuao, Pico La Negra, Topo Cenizo y la Mesa de Brasén al que se llega por el Picacho de Turmero.

## Topografía
Las características topográficas del Topo La Turca son clásicas de las filas y montañas del Parque Henri Pittier con una elevación larga y estrecha y los lados empinados. La vegetación se caracteriza por la mezcla de bosques caducos montañosos y selva nublada, selva nublada de transición y bosque de galería que acaban en el ecotono tropófilo, cardonal, y bosques semidesiduos que sustituyen los antiguos bosques secos destruidos por el hombre, principalmente por la quema de los cerros.
La vertiente norte del Cerro Piedra de Turca continúa con el Henri Pittier y acaba en un relieve fuertemente inclinado hacia la costa del Mar Caribe, disectado por una serie de ríos y quebradas que fluyen mayormente en dirección sur a norte y que desembocan en llanuras aluviales más o menos extensas, que a su vez forman bahías de una belleza característica del Henri Pittier en su contacto con el mar Caribe.
Desde Topo La Turca se alcanza acceso al Quebrada Caño Colorado, el Río El Castaño, Quebrada La Concepción, Quebrada Palmarito, Quebrada La Mona, Quebrada El Pegón, Quebrada Planta Vieja, Quebrada Aguas Caliente, Quebrada La Mula y la Quebrada Curucuruma.

## Susceptibilidad
El Cerro Piedra de Turca, está en muy cercana proximidad al contacto humano por su gran adyacencia a El Limón y a la carretera Maracay-Choroní. Ello hace que se clasifique a unas 3 mil hectáreas de esta región como extrema susceptibilidad y otras 1100 hectáreas hacia el noroeste como susceptibilidad moderada, donde la frecuencia de incendio es de una vez por año. Estas son áreas de máxima prioridad que requieren la mayor vigilancia y prevención, ya que el no control ocasionaría la intervención de las zonas vitales de la hidrología, fauna y bosque del parque nacional Henri Pittier.